# Clotario Stafetta
Clotario Stafetta (Mantova, 1905 – ...) è stato un calciatore italiano, di ruolo mezzala.
È stato spesso erroneamente citato come Staffetta, come se la parola in uso per l'atletica fosse il suo cognome. Il dubbio è stato risolto soltanto chiedendo il suo atto di nascita al comune di provenienza su cui risultava Stafetta.

## Caratteristiche tecniche
Giocò nel ruolo di mezzala.

## Carriera
Giocò in Serie B con Fiorentina e Cremonese. Con la squadra toscana giocò 2 campionati realizzando 21 reti complessive.

## Palmarès
- Campionato italiano di Serie B: 1

Fiorentina: 1930-1931